# Liste de peintures de Jacques Blanchard
Cette page dresse la liste des peintures du peintre Jacques Blanchard (1600-1638).

## Liste des peintures
| Tableau | Titre                                                                       | Date           | Dimensions              | Notes | Lieu de conservation                                   | N° de Catalogue raisonné (Thuillier, 1998) |
| ------- | --------------------------------------------------------------------------- | -------------- | ----------------------- | --- | ------------------------------------------------------ | ------------------------------------------ |
|         |                                                                             |                |                         | |                                                        |                                            |
|         | Vœu à la Vierge                                                             | Avant 1624 ?   | 265 x 175 cm            | | Lyon, église Saint-Denis-de-la-Croix-Rousse            | 3                                          |
|         | Saint Sébastien                                                             | Vers 1624 ?    | 131 x 98 cm             | | Meaux, musée Bossuet                                   | 4                                          |
|         | La Vierge à l'Enfant remettant les clefs à saint Pierre                     | 1628           | 105 x 140 cm            | | Albi, Cathédrale Sainte-Cécile, trésor                 | 7                                          |
|         | Le vœu de Pierre Tuillier                                                   | Vers 1628 ?    | 192 x 146 cm            | | Bourges, musée du Berry                                | 8                                          |
|         | La Vierge à l'Enfant                                                        |                | 117 x 91 cm             | | Collection particulière                                | 9                                          |
|         | Nicolas V au caveau de saint François d'Assise                              |                | 261 x 195 cm            | | Orléans, musée des Beaux-Arts                          | 11                                         |
|         | La Vierge à l'Enfant avec la Madeleine et un saint évêque                   |                | 100 x 132 cm            | | Collection particulière                                | 12                                         |
|         | La Vierge à l'Enfant avec saint Jean-Baptiste et sainte Elisabeth           |                | 94 x 122,4 cm           | | Chicago, The Art Institute                             | 13                                         |
|         | Le Temps dévoile la Vérité                                                  |                | 121 x 143 cm            | | Collection particulière                                | 14                                         |
|         | Vénus surprise par deux satyres                                             |                | 108 x 144 cm            | | Nancy, musée des Beaux-Arts                            | 15                                         |
|         | L'Assomption                                                                | 1629           | 332 x 254 cm            | | Cognac, église Saint-Léger                             | 17                                         |
|         | Saint Jérôme                                                                |                | 114 x 77 cm             | | Grenoble, musée des Beaux-Arts                         | 18                                         |
|         | Danaé                                                                       |                | 93 x 130 cm             | | Lyon, musée des Beaux-Arts                             | 22.1                                       |
|         | Danaé                                                                       |                | 99 x 169 cm             | | Tsarkoïe-Selo, musée Pouchkine                         | 22.2                                       |
|         | Danaé                                                                       |                | 93 x 164 cm             | | Collection particulière                                | 22.3                                       |
|         | Le repas de l'enfant Jésus ou La sainte Famille à la bouillie               |                | 91 x 124 cm             | | Karlsruhe, Staatliche Kunsthalle                       | 26                                         |
|         | Sainte famille avec sainte Elisabeth et saint Jean                          |                | 76 x 109 cm             | | Paris, musée du Louvre                                 | 27                                         |
|         | La mort de Cléopâtre                                                        |                | 110 x 146 cm            | | Reims, musée des Beaux-Arts                            | 28                                         |
|         | La mort de Lucrèce                                                          |                | 74 x 61 cm              | | Nantes, musée des Beaux-Arts                           | 31                                         |
|         | Suzanne et les vieillards                                                   |                | 102 x 135 cm            | | Richmond, Virginia Museum of Art                       | 32                                         |
|         | Sainte Catherine                                                            |                | 96 x 84,5 cm            | | Châteauneuf-sur-Loire, musée de la Marine de Loire     | 33                                         |
|         | La Vierge à l'Enfant endormi                                                |                | 81,6 x 68,6 cm          | | Collection particulière                                | 34                                         |
|         | La Vierge à l'Enfant avec un évêque et saint Jacques                        |                | 108 x 140 cm            | | Paris, musée du Louvre                                 | 35                                         |
|         | La Vierge à l'Enfant avec sainte Anne à la pomme                            |                | 81 x 114 cm             | | Paris, musée du Louvre                                 | 39                                         |
|         | Joseph et la femme de Putiphar                                              | Avant 1633     | 88,5 x 120,5 cm         | | Collection particulière                                | 41                                         |
|         | Vénus et les Grâces surprises par un mortel                                 |                | 171 x 216 cm            | | Paris, musée du Louvre                                 | 42                                         |
|         | La Madeleine repentante en méditation                                       |                | 82,5 x 88 cm            | | Collection particulière                                | 44                                         |
|         | Portrait d'homme                                                            | 1631           | 73 x 59 cm              | | Detroit, Institute of Arts                             | 45                                         |
|         | Diane et Endymion                                                           |                | 142,5 x 83,5 cm         | | Collection particulière                                | 47                                         |
|         | Armide dit autrefois La toilette de Vénus                                   |                | 62,2 x 51,1 cm          | | Rennes, musée des Beaux-Arts                           | 49                                         |
|         | Saint Jérôme                                                                | 1632           | 145,5 x 111,6 cm        | | Budapest, musée des Beaux-Arts                         | 53                                         |
|         | La Charité                                                                  |                | 114,5 x 148 cm          | | Collection particulière                                | 54                                         |
|         | La Vérité et l'Ignorance                                                    |                | 85 x 70 cm              | | Collection particulière                                | 55                                         |
|         | Flore                                                                       |                | 146 x 107 cm            | | Vic-sur-Seille, musée départemental Georges de La Tour | 56                                         |
|         | Angélique et Médor                                                          |                | 121,7 x 175,9 cm        | | New York, The Metropolitan Museum of Art               | 57                                         |
|         | La Charité                                                                  | 1633           | 110 x 136 cm            | | Paris, musée du Louvre                                 | 60                                         |
|         | La Descente du Saint Esprit                                                 | 1634           | 340 x 245 cm            | | Paris, cathédrale Notre-Dame (May)                     | 61                                         |
|         | Le Christ et la femme adultère                                              |                | 76 x 96 cm              | | Paris, musée du Louvre                                 | 62                                         |
|         | Le Baptême                                                                  |                | 127 x 88 cm             | | Rouen, musée des Beaux-Arts                            | 63                                         |
|         | La Charité                                                                  |                | 135 x 103 cm            | | Tainan (Taiwan), musée Chimei                          | 64                                         |
|         | Sainte Véronique                                                            |                | 127 x 98 cm             | | Saint-Pétersbourg, musée de l'Ermitage                 | 65                                         |
|         | Saint Jérôme                                                                |                | 141 x 104 cm            | Volé au musée de Bar-le-Duc en 1985.                                                                                                  | Localisation actuelle inconnue                         | 66                                         |
|         | La Vierge à l'Enfant                                                        |                | 82 x 65 cm              | | Vic-sur-Seille, musée départemental Georges de La Tour | 69                                         |
|         | La Charité                                                                  | 1635           | 56 x 86 cm              | | Collection particulière                                | 70                                         |
|         | Danaé                                                                       |                |                         | | Localisation actuelle inconnue                         | 72                                         |
|         | La Vierge à l'Enfant                                                        |                | 78 x 66 cm              | | Meaux, musée Bossuet                                   | 73                                         |
|         | La Vierge à l'Enfant                                                        |                | 78 x 65,3 cm            | | Collection particulière                                | Non catalogué                              |
|         | La Flagellation du Christ                                                   |                | 140 x 158 cm            | | Rennes, musée des Beaux-Arts                           | 76                                         |
|         | Christ bénissant la Vierge (en deux tableaux)                               |                | 80,6 x 67,3 cm (chacun) | | Rennes, musée des Beaux-Arts (le Christ bénissant)     | 77                                         |
|         | Le combat de deux Amours                                                    |                | 96 x 81 cm              | | Collection particulière                                | 78                                         |
|         | Bacchanale                                                                  | 1636           | 138 x 115               | | Nancy, musée des Beaux-Arts                            | 79                                         |
|         | La Charité                                                                  |                | 108 x 138,5 cm          | | Toledo, Museum of Art                                  | 80                                         |
|         | La Charité                                                                  | 1637           | 104 x 79 cm             | | Londres, The Courtauld Institute of Art                | 83.I.A                                     |
|         | Deux enfants jouants                                                        |                | 72,4 x 54,9 cm          | Fragment droit de La Charité | Londres, Institut Courtauld                            | Non catalogué                              |
|         | Saint Antoine                                                               |                | 107 x 140 cm            | | Tours, musée des Beaux-Arts                            | 84                                         |
|         | Sainte Famille                                                              |                |                         | | Cherbourg, musée Thomas Henry                          | 85                                         |
|         | La Madeleine pénitente                                                      |                | 130,5 x 100 cm          | | Collection particulière                                | 86                                         |
|         | La Madeleine pénitente                                                      |                | 128 x 97 cm             | | Montpellier, musée Fabre                               | 87                                         |
|         | Portrait d'homme                                                            |                | 62,2 x 49,5 cm          | | Collection particulière                                | 88                                         |
|         | Saint Sébastien soigné par Irène                                            |                | 153 x 202 cm            | | Amsterdam, Rijksmuseum                                 | 93                                         |
|         | La Vierge à l'Enfant                                                        |                | 60,5 x 52,8 cm          | | Collection particulière                                | 94                                         |
|         | La Vierge à l'Enfant au globe crucifère                                     |                | 81,3 x 65,2 cm          | | Collection particulière                                | 99                                         |
|         | La Vierge à l'Enfant endormi                                                |                | 83 x 68 cm              | | Clermont-Ferrand, musée d'Art Roger Quilliot           | 100                                        |
|         | L'Adoration des bergers                                                     |                | 120 x 110 cm            | Rejeté du catalogue par Jacques Thuillier, son attribution à Jacques Blanchard est de nouveau retenue en 2017 par Guillaume Kazerouni | Cahors, cathédrale Saint-Étienne                       | R 13                                       |
|         | La Sainte Famille avec un ange offrant des cerises                          | vers 1630      | 172 x 142 cm            | Rejeté du catalogue par Jacques Thuillier, son attribution à Jacques Blanchard est de nouveau retenue en 2005 par Guillaume Kazerouni | Québec, cathédrale (volé en 1990)                      | R 16                                       |
|         | La Lamentation sur le Christ mort                                           | vers 1635      | 115 x 200 cm            | Rejeté du catalogue par Jacques Thuillier, son attribution à Jacques Blanchard a de nouveau été retenue en 2008 par Axel Hemery       | Toulouse, musée des Augustins                          | R 22                                       |
|         | Mars et Rhéa Silvia                                                         |                | 143 x 121,9 cm          | | Sydney, Art Gallery of New South Wales                 | Non catalogué                              |
|         | L'Annonciation                                                              |                | 151,5 x 120 cm          | | Vic-sur-Seille, musée départemental Georges de La Tour | Non catalogué                              |
|         | L'Annonciation                                                              |                | 37,5 x 44 cm            | Huile sur cuivre | Collection particulière                                | Non catalogué                              |
|         | Jupiter et Sémélé                                                           |                | 156,4 x 118,2 cm        | | Dallas, Museum of Art                                  | Non catalogué                              |
|         | La naissance d'Adonis                                                       |                | 52 x 75 cm              | Huile sur bois | Boston, The Horvitz Collection                         | Non catalogué                              |
|         | Vénus et Adonis                                                             |                | 128 x 136 cm            | | Collection particulière                                | Non catalogué                              |
|         | Tirésias rendu aveugle par Minerve                                          |                | 140,5 x 127,4 cm        | | Collection particulière                                | Non catalogué                              |
|         | La mort de sainte Cécile                                                    |                | 146 x 200 cm            | | Collection particulière                                | Non catalogué                              |
|         | Apollon et Daphné                                                           | vers 1631-1632 | 145 x 88 cm             | | Saint-Cloud, musée du Grand Siècle                     | Non catalogué                              |
|         | La Vierge à l'Enfant                                                        |                | 78,9 x 59 cm            | | Collection particulière                                | Non catalogué,                             |
|         | La Vierge à l'Enfant                                                        |                | 82,5 x 69 cm            | | Collection particulière                                | Non catalogué                              |
|         | Cléopâtre récupérant le corps de Marc-Antoine                               |                | 116 x 141 cm            | | Collection particulière                                | Non catalogué                              |
|         | La Vierge à l'Enfant couronnant une sainte, avec saint Pierre et saint Paul |                | 280 x 180 cm            | Attribué à Jacques Blanchard | Souvigny, église prieurale                             | Non catalogué                              |
|         | Borée enlevant Orythie                                                      |                | 156 x 175 cm            | Attribué à Jacques Blanchard | Localisation actuelle inconnue                         | Non catalogué                              |
|         | Portrait d'homme                                                            |                | 120 x 95 cm             | Attribué à Jacques Blanchard | Compiègne, musée Antoine-Vivenel                       | Non catalogué                              |
|         | La Madeleine pénitente de profil                                            |                | 73 x 60 cm              | Attribué à Jacques Blanchard | Collection particulière                                | Non catalogué                              |
|         | Apollon et Marsyas                                                          |                | 54 x 75 cm              | Attribué à Jacques Blanchard | Collection particulière                                | Non catalogué                              |